# 오르스공
오르스공(스웨덴어: Årsgång [ˈoːʂgɔŋ][*], 영어: year walk 일년걷기[*])은 스웨덴 고래의 점술이다. 19세기 말까지 지속된 풍습이었다.
성탄절이나 새해 전날 밤 그 다음 해의 운수를 점치기 위해 행한다. 시전자는 단식을 해야 하고 불을 보지 말아야 하며, 말을 하거나 웃지도 말아야 한다. 묘지가 가까운 곳으로 나와 밤새도록 주변을 걸어다닌다. 걷는 도중 무덤을 보았다면 역병의 징조이며, 곡식다발을 들고 있는 소인(드베르그나 알프)를 보았다면 풍년의 징조다. 장작을 패는 소리나 말달리는 소리를 들었다면 전쟁이 날 징조다.